# Торунь-Дворський
Торунь-Дворський (пол. Toruń Dworski) — село в Польщі, у гміні Насельськ Новодворського повіту Мазовецького воєводства.
Населення — 132 особи (2011).
У 1975-1998 роках село належало до Цехановського воєводства.

## Демографія
Демографічна структура станом на 31 березня 2011 року:
|          | Загалом | Допрацездатний вік | Працездатний вік | Постпрацездатний вік |
| -------- | ------- | ------------------ | ---------------- | -------------------- |
| Чоловіки | 67      | 9                  | 45               | 13                   |
| Жінки    | 65      | 11                 | 36               | 18                   |
| Разом    | 132     | 20                 | 81               | 31                   |